# Giovan Francesco Gambara

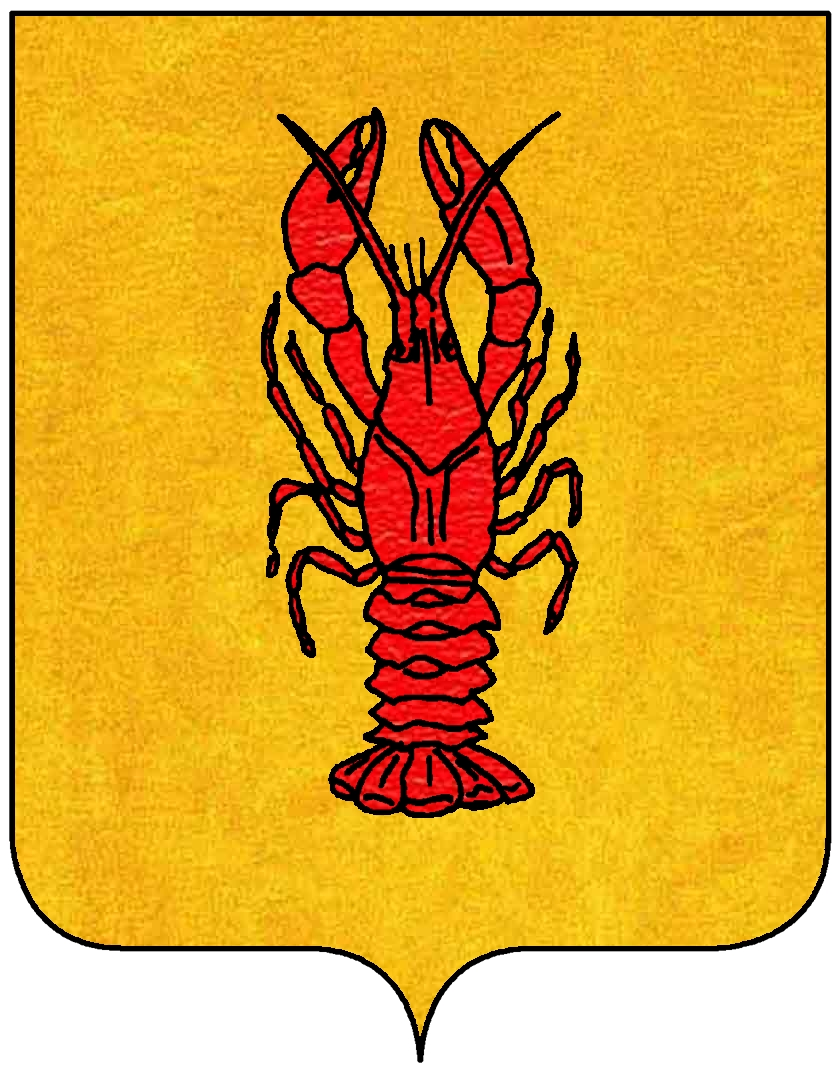
Stemma della famiglia Gambara

Giovan Francesco Gambara (1465 circa – Brescia, novembre 1511) è stato un condottiero italiano, signore di Verolanuova, Gambara, Pralboino, Gottolengo, Quinzano d’Oglio, Manerbio.

## Biografia
Era figlio di Brunoro Gambara e di Ginevra Nogarola di Verona.
Fu al servizio della Repubblica di Venezia e nel 1479 combatté contro la lega di papa Sisto IV. Nel 1509 partecipò alla battaglia di Agnadello e nello stesso anno venne accusato, assieme al fratello Niccolò, di aver tradito i veneziani per i francesi di re Luigi XII di Francia, che lo infeudarono di Gottolengo, Quinzano d’Oglio e Manerbio.
Nell'agosto 1509 seguì il re in Francia, che lo nominò ciambellano, gentiluomo di camera, consigliere e capitano. Rientrato a Brescia nel dicembre 1509 tentò di imporre la sua supremazia sulla città, ma molti nobili bresciani tramarono di restituire la città ai veneziani.
Nel 1510 tentò inutilmente, tramite il cardinale Francesco Alidosi, emissario di papa Giulio II, di consegnare Brescia ai veneziani. Nel settembre 1511 si portò a Collalto, nel trevigiano, dove si ammalò. Ricevette la visita del cardinale Federico Sanseverino che, oppostosi a papa Giulio II, si era schierato coi francesi. Ritornato a Brescia, vi testò il 9 novembre e morì pochi giorni dopo. Venne sepolto a Pralboino nella chiesa di Santa Maria degli Angeli.

## Discendenza

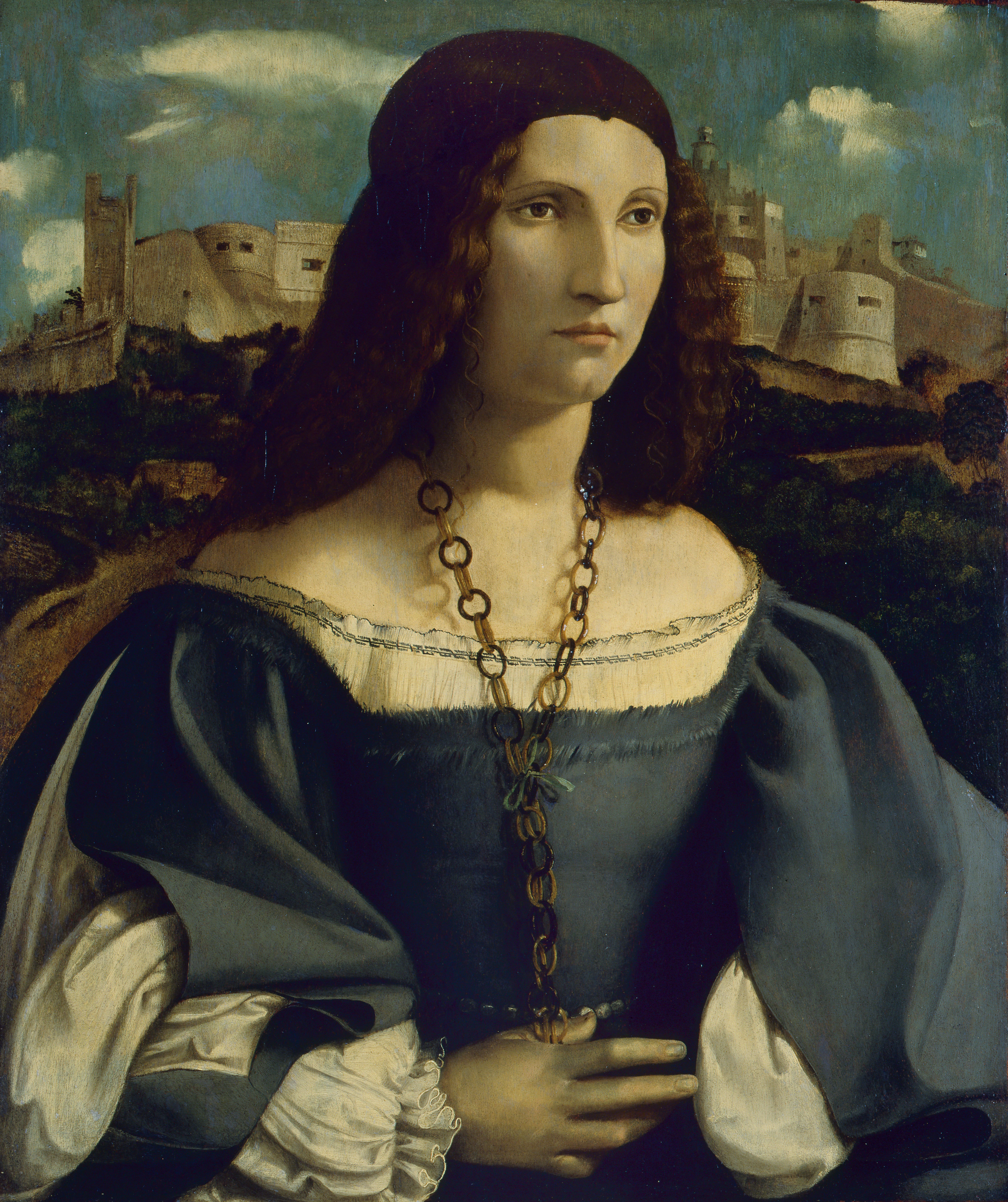
Altobello Melone. Rittrato di dama (Alda Gambara ?)

Giovan Francesco sposò Alda Pio di Savoia di Carpi (?-1527), figlia di Marco II Pio di Savoia, ed ebbe sette figli:
- Veronica (1485-1550), poetessa
- Camillo (1486-?)
- Uberto (1489-1549), cardinale
- Brunoro (1490-1559), condottiero
- Ippolito (?-1517 ca.)
- Isotta (?-1528)
- Violante, letterata, sposò Valente Valenti di Mantova (1492-1531[3])